# Тыхтем
Тыхтем — река в России, протекает в Республике Башкортостан. Впадает справа в Гнилой Танып в 31 км от устья. Длина реки составляет 45 км.
На реке находятся населённые пункты: Верхний Тыхтем, Каменка, Новый Ашит, Гареевка.

## Данные водного реестра
По данным государственного водного реестра России относится к Камскому бассейновому округу, водохозяйственный участок реки — Белая от города Бирск и до устья, речной подбассейн реки — Белая. Речной бассейн реки — Кама.
Код объекта в государственном водном реестре — 10010201612111100026442.